# Actium brevipenne
Actium brevipenne är en skalbaggsart som beskrevs av Thomas Casey 1894. Actium brevipenne ingår i släktet Actium och familjen kortvingar. Inga underarter finns listade i Catalogue of Life.